# Enchophyllum peruana
Enchophyllum peruana är en insektsart som beskrevs av Schmidt. Enchophyllum peruana ingår i släktet Enchophyllum och familjen hornstritar. Inga underarter finns listade i Catalogue of Life.